# Флет-Рок (Іллінойс)
Флет-Рок (англ. Flat Rock) — селище (англ. village) в США, в окрузі Кроуфорд штату Іллінойс. Населення — 323 особи (2020).

## Географія
Флет-Рок розташований за координатами 38°54′13″ пн. ш. 87°40′24″ зх. д. / 38.90361° пн. ш. 87.67333° зх. д. (38.903684, -87.673375).  За даними Бюро перепису населення США в 2010 році селище мало площу 2,22 км², уся площа — суходіл.

## Демографія
Згідно з переписом 2010 року, у селищі мешкала 331 особа в 149 домогосподарствах у складі 94 родин. Густота населення становила 149 осіб/км².  Було 167 помешкань (75/км²).
Расовий склад населення:
| - 99,1 % — білих - 0,6 % — чорних або афроамериканців - 0,3 % — вихідців з тихоокеанських островів |

До двох чи більше рас належало 0,0 %. Частка іспаномовних становила 0,0 % від усіх жителів.
За віковим діапазоном населення розподілялося таким чином: 21,5 % — особи молодші 18 років, 60,7 % — особи у віці 18—64 років, 17,8 % — особи у віці 65 років та старші. Медіана віку мешканця становила 40,6 року. На 100 осіб жіночої статі у селищі припадало 84,9 чоловіків;  на 100 жінок у віці від 18 років та старших — 89,8 чоловіків також старших 18 років.
Середній дохід на одне домашнє господарство  становив 44 170 доларів США (медіана — 43 250), а середній дохід на одну сім'ю — 55 626 доларів (медіана — 49 250). За межею бідності перебувало 14,4 % осіб, у тому числі 11,0 % дітей у віці до 18 років та 11,8 % осіб у віці 65 років та старших.
Цивільне працевлаштоване населення становило 124 особи. Основні галузі зайнятості: освіта, охорона здоров'я та соціальна допомога — 27,4 %, виробництво — 19,4 %, будівництво — 9,7 %, роздрібна торгівля — 8,9 %.